# Rumpler
Rumpler Flugzeugwerke, oziroma na kratko Rumpler, je nekdanje nemško podjetje za proizvodnjo letal. Delovalo je pred in za časa Prve svetovne vojne in izdelalo nekaj v vojni uspešnih bojnih letal. Po koncu vojne je, tako kot še mnoga druga nemška podjetja v tistem času, prenehalo z delovanjem. 

## Zgodovina
Podjetje je v novembru leta 1908 ustanovil avstrijski inženir Edmund Rumpler pod polnim imenom Rumpler Luftfahrzeugbau. Nahajalo se je v predelu Berlina, kjer je Letališče Johannisthal (nemško: Motorflugplatz Johannisthal-Adlershof). Zraven se je nahajalo še več drugih podjetij, med njimi Albatros, LVG in nekaj časa Fokker. Poleg proizvodje so pri Rumplerju imeli tudi letalsko šolo, kar je bila v tistem časa v Nemčiji pogosta praksa, da imajo namreč proizvajalci letal tudi pilotske šole. 

### Rumpler Taube in kraja intelektualne lastnine
Leta 1910 Rumpler sklene licenčno pogodbo za proizvodnjo letala Etrich Taube, ki bi ga izdelovali ekskluzivno za nemški trg. Taube je za tisti čas zelo dobro letalo, ki je slovelo po odlični vodljivosti in dokajšni trdnosti, bilo je zanimivo tudi za vojsko. Tako naj bi poslovni uspeh ne izostal. Letalo so poimenovali Etrich-Rumpler Taube ali na kratko zgolj Rumpler Taube in se pripravili na začetek proizvodnje. Konstruktor letala, avstrijec Ignatz "Igo" Etrich Rumplerju celo posodi svojega pilota Karla Illnerja za demonstracijske polete, ki jih ta tudi opravi in tako pridejo do prvih naročil. Tu pa v zgodbo septembra 1911 poseže nemški patentni urad, ki ne prizna patentnih pravic letalu. Tako začnejo taubeja kopirati tudi druga nemška podjetja in letalo postane pravi hit po priljubljenosti. Tako ga izdelujejo praktično čez noč številni mali in veliki proizvajalci, ki so v taubeju videli poslovno priložnost potem ko jim ni bilo potrebno spoštovati patenta. Na koncu tudi pri Rumplerju samem obupajo ter prenehajo spoštovati pogodbo z Etrichom in v naslednjih treh letih izdelujejo letalo kot svoje. Seveda se je na ta način poslovni odnos na relaciji Rumpler - Etrich prekinil saj je bil slednji pri vsem skupaj direktno oškodovan.

### Napredek do B razreda
Leta 1913 postane jasno, da se je taubeju čas iztekel in da mu je potrebno najti naslednika. Pri Rumplerju se lotijo dela na dvosedežnemu izvidniku za nemško vojsko, ki spada v tako imenovani B razred letal. Tako poimenovani Rumpler B.I pride v uporabo leta 1914 in ostane v proizvodnji zgolj leto dni, ko pride na vrsto novejši in močnejši Rumpler razreda C. 

### Rumplerji C razreda
Prvi v vrsti uspešnih letal razreda C je bil Rumpler C.I. Le ta je nastal kot tihi Rumplerjev projekt, zanj vojska ni vedela vse dokler niso že izdelali prvega in z njim na demonstraciji 20. julija 1915 presenetili. Presenečenje pa ni bilo le letalo samo pač pa tudi njegove lastnosti, ki so bile daleč nad tedanjimi zahtevami letalstva. Tako so pri Rumplerju takoj dobili naročila zanj in letalo se je na bojiščih velike vojne izkazalo kot dober in zanesljiv delovni stroj. Zaradi svoje zanesljivosti je C.I ostal v proizvodnji tudi potem, ko mu je potekla operativna uporaba, uporabljali so ga namreč do konca vojne kot eno glavnih letal za šolanje. Tako je Rumpler moral postaviti novo tovarno, da je lahko ustregel velikim vojnim potrebam. Novembra 1916 je tako nastalo podružnično podjetje Bayerische Rumpler-Werke AG v Augsburgu na bavarskem, ki se je ukvarjalo zgolj s proizvodnjo letal razreda C.
Največ so izdelali modelov Rumpler C.IV, ki je v zimi 1916-17 nasledil modela C.I in vmesni C.III. Na podlagi uspešnega C.IV so izdelali še več nadaljnih variant. Tako je prišel C.V, ki je bil C.IV opremljen z nosilci za bombe. Pa Rumpler C.VII, ki je bil z motorjem Maybach Mb.IVa opremljeni C.IV. Najbolj znan pa je bil Rumpler C.IX namenjen daljšim izvidniškim poletom. C.IX je bil v bistvu C.IV opremljen z dodatnim rezervoarjem za gorivo.

### Druge vrste Rumplerjev
Ukvarjal pa se je Rumpler tudi z drugimi vrstami vojnih letal. Izdelal je lovca Rumpler D.I, ki ga je razvijal v obdobju 1917-18 in z njim nastopil na dveh demonstracijah v letu 1918, toda zanj ni dobil večjih naročil, ker je bilo prej konec vojne. Veliko se je delalo na bombnikih razreda G in izdelali so tri variante, od Rumpler G.I, prek G.II ter do G.III.